# Skákavka měděná
Skákavka měděná (Heliophanus cupreus) je druh evropského pavouka z čeledi skákavkovití (Salticidae).

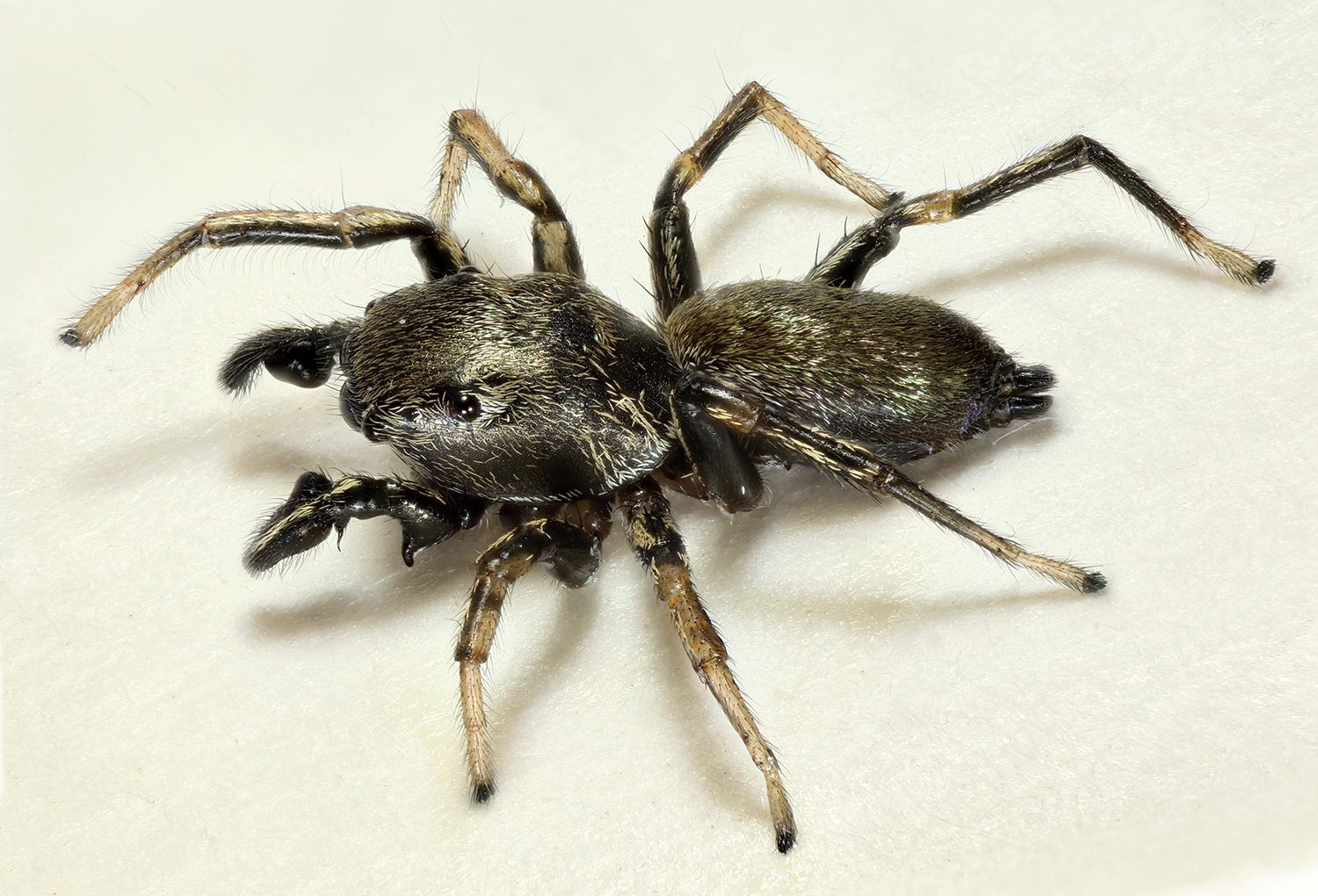
Samec skákavky měděné

## Popis
Samice dorůstají délky 4–6 mm, samci jsou o něco menší, asi 3,5–4 mm dlouzí. Hlavohruď samce je tmavá, vpředu s bílými chloupky, lesklý zadeček, nohy, i makadla jsou též tmavě zbarveny. Zadeček je oválný, vzadu zašpičatělý. Samice má bílou pásku za očima, zadeček vepředu a po stranách bíle lemovaný, s dvěma bílými skvrnami uprostřed, a dalšími dvěma menšími skvrnkami u konce zadečku. Makadla a nohy má žlutavě zbarvené.

## Rozšíření
Vyskytuje se především v Evropě, ale i v severní Africe a některých zemích Asie. V České republice je to hojný druh.

## Ekologie
Vyskytuje se od nížin do hor na různých typech biotopů. Je aktivní ve dne. Samci během námluv poskakují před samicemi a hýbou předním párem nohou. Kokon s vajíčky ukládají samice do svinutého listu vystlaného pavučinou.